# Bureau-Barrière-Syndrom
Das Bureau-Barrière-Syndrom, lat.: Acropathia ulcero-mutilans nonfamiliaris ist eine alkoholbedingte Polyneuropathie mit Geschwüren an den Finger- und Zehenspitzen, sogenannte trophische Ulzera und knöchernen Veränderungen.
Das Syndrom wird zur Abgrenzung zum Bureau-Barrière-Thomas-Syndrom auch Bureau-Barrière-I-Syndrom genannt.
Die Erkrankung ist nach den Erstbeschreibern von 1955 benannt, den französischen Hautärzten Yves Bureau und Henri Barrière.

## Epidemiologie
Die Erkrankung tritt zwischen dem 40. und 60. Lebensjahr auf.  Bevorzugt sind die Füße beidseits betroffen.

## Ursache
Zugrunde liegt eine  multifaktoriell bedingte chronische Polyneuropathie mit Beeinträchtigung der Gewebsernährung (trophisch) und der Schmerzempfindlichkeit (sensorisch). Die akralen Ulzera führen zu Osteolysen und Mutilationen.
Neben dem Alkoholabusus können auch andere Noxen die Erkrankung hervorrufen.

## Klinik
Diagnostische  Kriterien sind:
- Starke Alkoholabhängigkeit, fast immer männlich
- Erkrankungsbeginn zwischen dem 40. und 60. Lebensjahr
- An den Füßen beginnende Polyneuropathie
- In den Belastungszonen Hyperkeratosen mit Ulkusbildung
- Rötung, Überwärmung und Hyperhidrose der Füße
- Häufige Knochenbeteiligung mit (Akro-) Osteolysen, Spontanfrakturen, Luxationen und Osteomyelitis
- Sensibilitätsstörungen an den Händen

## Differentialdiagnose
Abzugrenzen sind andere neurotrophe Ulzera, insbesondere die diabetische und die familiäre Polyneuropathie.

## Therapie
Möglichkeiten zur Behandlung liegen lokal an den Ulzera sowie in orthopädischer Schuhversorgung.